# Pneumaturia
Pneumaturia – objaw chorobowy, w którym dochodzi do pojawienia się powietrza w oddawanym moczu.
Może wystąpić w następujących przypadkach:
- zakażenie bakteriami produkującymi gaz
- przetoka z przewodu pokarmowego lub układu rozrodczego
- zapalenie uchyłków
- naciek nowotworowy, powodujący połączenie światła przewodu pokarmowego i moczowego lub w zawale nowotworu nerki

## Zobacz
- próba makowa
- fekaluria